# Gamhariya (Parsa)
Gamhariya – gaun wikas samiti w środkowej części Nepalu w strefie Narajani w dystrykcie Parsa. Według nepalskiego spisu powszechnego z 2001 roku liczył on 508 gospodarstw domowych i 3488 mieszkańców (1629 kobiet i 1859 mężczyzn).